# Thomas Bscher

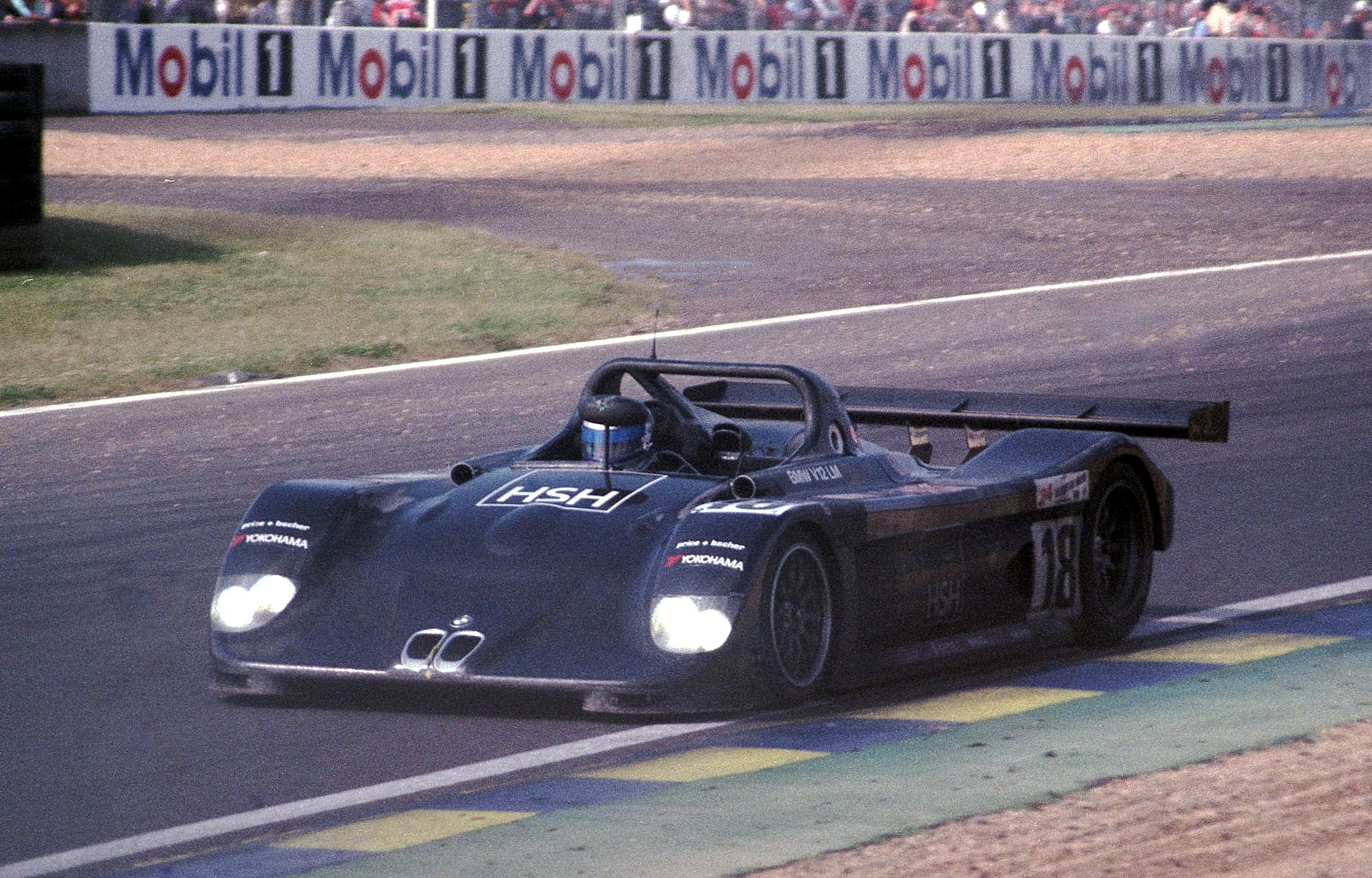
Bscher vid Le Mans 24-timmars 1999.

Thomas Bscher, född den 2 april 1952 i Köln, är en tysk racerförare och bankman.
Bscher tävlade med GT-vagnar under 1990-talet.